# Блек Игл (Монтана)
Блек Игл (енгл. Black Eagle) насељено је место без административног статуса у америчкој савезној држави Монтана.

## Демографија
По попису из 2010. године број становника је 904, што је 10 (-1,1%) становника мање него 2000. године.
| Група             | 2000.       | 2010.       |
| Белци             | 796 (87,1%) | 763 (84,4%) |
| Афроамериканци    | 5 (0,5%)    | 10 (1,1%)   |
| Азијати           | 2 (0,2%)    | 5 (0,6%)    |
| Хиспаноамериканци | 23 (2,5%)   | 37 (4,1%)   |
| Укупно            | 914         | 904         |